# Soporifik et Hypnomade
Soporifik (スリープ, Surīpu, dans les versions originales en japonais) et son évolution Hypnomade (スリーパー, Surīpā) sont deux espèces de Pokémon de première génération.

## Création

### Conception graphique
Les Pokémon semblent inspirés du Baku.

### Étymologie
Soporifik vient de « soporifique » et Hypnomade de « hypnose » et « nomade ».

## Description

### Soporifik
Soporifik est un Pokémon de type psy. Sa particularité tient du fait qu'il se nourrit des rêves des personnes et pokémon endormis. Mais s'il mange des mauvais rêves il devient malade. S'il a faim et qu'il voit quelqu'un d'éveillé, il l'hypnotise et la personne s'endort.

### Hypnomade
Hypnomade est un Pokémon de type psy et l'évolution de Soporifik au niveau 26. À la différence de sa sous-évolution Soporifik, Hypnomade hypnotise toujours avec un pendule. En se concentrant, il déclenche des maux de tête chez les dresseurs. Une fois ses victimes endormies, Hypnomade les soulève par la pensée sans qu'elles le sachent. Elles ne se réveillent qu'en se heurtant à un rocher.

## Apparitions

### Jeux vidéo
Soporifik et Hypnomade apparaissent dans la série de jeux vidéo Pokémon. D'abord en japonais, puis traduits en plusieurs autres langues, ces jeux ont été vendus à près de 200 millions d'exemplaires à travers le monde.

### Série télévisée et films
La série télévisée Pokémon ainsi que les films sont des aventures séparées de la plupart des autres versions de Pokémon et mettent en scène Sacha en tant que personnage principal. Sacha et ses compagnons voyagent à travers le monde Pokémon en combattant d'autres dresseurs Pokémon. Soporifik et Hypnomade apparaissent dans l'épisode 27 « Sommeil sur la ville ». Grâce à leur pouvoir, ils hypnotisent la ville qui se retrouve transformé en Pokémon.